# Teatro Verdi (Santa Croce sull'Arno)
Il Teatro Verdi è un teatro situato a Santa Croce sull'Arno.
Grazie al forte impulso economico impresso a partire dalla prima metà dell'Ottocento dallo sviluppo dell'industria conciaria, la ricca cittadina manifestò l'esigenza di un teatro stabile simile per dimensioni e struttura al Teatro Metastasio di Prato.
Per questo fine nel 1891 fu creata un'Accademia che, raccolti i fondi necessari, incaricò del progetto l'architetto fiorentino Michelangelo Majorfi. L'impresa fu portata velocemente a termine e nel maggio del 1902 il teatro venne inaugurato con grande soddisfazione dei cittadini che rimasero colpiti dalla sua ampia platea a forma di ferro di cavallo, dai tre ordini di palchi, dalle ricche decorazioni in stucco e dalle pitture del soffitto.
Nei decenni che seguirono fino al secondo conflitto mondiale il teatro ha avuto regolari stagioni con allestimenti anche di apprezzati spettacoli lirici. Dopo l'ultimo conflitto mondiale la sua attività è andata progressivamente riducendosi fino alla sua chiusura per motivi di agibilità.
Nella prima metà degli anni ottanta l'Amministrazione Comunale acquista la proprietà dell'immobile e avvia un consistente progetto di recupero (consolidamento delle strutture,  ampliamento del palcoscenico, nuovi camerini, cabina di proiezione, servizi e adeguamento dell'impiantistica alle normative di sicurezza vigenti) che ha portato alla attuale struttura.
L'attività del teatro è in continua crescita grazie al sostegno dell'Amministrazione Comunale, che in collaborazione con Fondazione Toscana Spettacolo e la compagnia residente Giallomare Minimal Teatro,  programma ogni anno importanti cartelloni con spettacoli per pubblici di ogni età, progetti collaterali, corsi, laboratori, rassegne e produzioni.
L'attuale direttore del Teatro Comunale Verdi è Renzo Boldrini.